# Entre-deux-Eaux
Entre-deux-Eaux is een gemeente in het Franse departement Vosges in de regio Grand Est. De plaats maakt deel uit van het arrondissement Saint-Dié-des-Vosges en sinds 22 maart 2015 van het kanton Saint-Dié-des-Vosges-2. Daarvoor viel de gemeente onder het op die dag opgeheven kanton Fraize.

## Geografie
De oppervlakte van Entre-deux-Eaux bedraagt 8,4 km², de bevolkingsdichtheid is 53,6 inwoners per km².
De onderstaande kaart toont de ligging van Entre-deux-Eaux met de belangrijkste infrastructuur en aangrenzende gemeenten.

## Demografie
Onderstaande figuur toont het verloop van het inwonertal (bron: INSEE-tellingen).